# Morfar flytter hjemmefra?
|  | Denne artikel er oprettet af botten Steenthbot ud fra en ekstern database. Den kan derfor have sproglige fejl eller mangler. Denne skabelon kan fjernes efter kontrol af indholdet. |

Morfar flytter hjemmefra? er en dansk dokumentarfilm fra 2020 instrueret af Laurits Helligsøe.

## Handling
Morfar bor alene i et hus langt ude på landet. Han har sværere og sværere ved at klare hverdagen, men nægter at indse realiteterne og har heller ikke lyst til at flytte på plejehjem med andre mennesker, som han ikke kender og rutiner, som han ikke har valgt. Morfar elsker sin selvstændighed og frihed, men den er alderdommen ved at tage fra ham.

## Medvirkende
- Vagn Anton Eriksen
- Karin Helligsøe Eriksen
- Rita Grete Eriksen
- Jan Eriksen
- Laurits Helligsøe